# Голубков, Василий Васильевич
Василий Васильевич Голубков (1880—1968) — учёный-педагог, филолог-методист, доктор педагогических наук, профессор, действительный член Академии педагогических наук РСФСР (1950), заслуженный деятель науки РСФСР.  

## Биография
Родился Василий Васильевич в селе Вичуга Кинешемского уезда 20 января 1880 года. Отец — помощник начальник железнодорожной станции Вичуга в Кинешемском уезде Костромской губернии. Василий Голубков учился в сельской школе, в десять лет поступил в I класс Шуйской гимназии, которую окончил в 1898 году. Затем поступил на историко-филологический факультет Московского университета, который окончил в 1903 году. После окончания Московского университета работал в городе Костроме, преподавал в гимназиях: в мужской — русский язык и литературу, методику начального обучения в VIII классе женской гимназии, затем был земским статистиком и сотрудничал в газете. После 1906 года жил в Москве, преподавал русский язык и литературу, методику и психологию в частной женской гимназии Потоцкой, затем в женской гимназии Львовых, где был председателем педагогического совета. Василий Васильевич проводил занятия по литературе в рабочей школе при фабрике Тилля, на Пречистенских рабочих курсах.
В 1909 году Голубков опубликовал своё первое пособие для учителей «Новый путь изучения художественной литературы и составления письменных работ», в 1912 году была опубликована статья «Письменные работы в младших классах средней школы».
В декабре 1916—январе 1917 годов был участником I Всероссийского съезда преподавателей русского языка, но котором прочитал свой доклад, посвящённый проблеме постановки письменных работ в старших классах. В январе 1928 года выступил с докладом на Всероссийской конференции словесников.
После Великой Октябрьской социалистической революции Голубков Василий Васильевич был преподавателем трудовой школы, преподавал в мужской гимназии, Практическом институте и на рабфаке, Гуманитарном педагогическом институте, Институте методов школьной работы, Институте научной педагогики. Затем работал с 1925 года преподавателем в 2-м МГУ, Московский педагогический государственный институт им. В. И. Ленина. В МГПИ им В. И. Ленина
Голубков был основателем и руководителем кафедры методики преподавания литературы и русского языка.
Василий Васильевич Голубков с 1944 года был заведующим отделом историко-филологических дисциплин Института методов обучения АПН РСФСР, ему присвоено почётное звание — Заслуженный деятель науки РСФСР.
Профессор подготовил около 20 кандидатов и докторов наук. Является автором научных работ, среди которых: «Новый путь изучения художественных произведений и составление письменных работ» (1909), «Пособие к изучению художественных произведений. Планы и вопросы для разбора произведений и критических статей к ним» (1915), «Литературно-художественная хрестоматия для школ II ступени» (1925), «Писатели-современники» (1925), «Мастерство А. П. Чехова» (1958), «Горький в школе» (1960), «Художественное мастерство Тургенева» (1960), «Методика преподавания литературы» (1962), «Мастерство устной речи» (1967).
Скончался 8 февраля 1968 года в Москве. Похоронен на Новодевичьем кладбище (место 4-39-6).

## Заслуги
- Заслуженный деятель науки РСФСР.